# Phryganophilus pseudoauritus
Phryganophilus pseudoauritus is een keversoort uit de familie zwamspartelkevers (Melandryidae). De wetenschappelijke naam van de soort werd in 1988 gepubliceerd door Nikolay Borisovich Nikitskiy.